# Einojuhani Rautavaara
Einojuhani Rautavaara (výslovnost [ˈɛi̯nɔjuhɑni ˈrɑu̯tɑvɑːrɑ], 9. října 1928 – 27. července 2016) byl finský hudební skladatel klasické hudby. Narodil se v rodině hudebníka a lékařky a po smrti rodičů ho vychovávala teta. Studoval na Sibeliově akademii v Helsinkách v letech 1948 až 1952, jeho učitelem byl Aarre Merikanto. Roku 1954 Rautavaara zvítězil se svou kompozicí Rekviem pro naši dobu v mezinárodní Soutěži Thora Johnsona, a na základě toho ho Jean Sibelius doporučil ke studiu na Juilliard School v New Yorku. V Americe byli Rautavaarovými učiteli Vincent Persichetti, Roger Sessions a Aaron Copland.
Během své kariéry Rautavaara pracoval především jako učitel hudby, vyvrcholením bylo místo řádného profesora skladby na Sibeliově akademii od roku 1976. Byl dvakrát ženat, s první ženou měl tři děti. Zemřel v důsledku srdeční choroby.
Einojuhani Rautavaara je považován za jednoho z nejvýznamnějších finských skladatelů vůbec. Jeho rané skladby používají dodekatonální kompoziční techniku, pozdější díla bývají považována na novoromantická a mystická. K jeho významným opusům patří symfonické skladby Cantus Arcticus a 7. symfonie zvaná Anděl světla.